# Le Jardin zen
Pour plus de détails, voir Fiche technique et Distribution.
Le Jardin zen est une comédie dramatique japonaise réalisée par Naoko Ogigami et sortie en 2023,.

## Synopsis
Peu de temps après la catastrophe de Fukushima, le mari de Yoriko disparaît. 
On retrouve Yoriko plus tard, alors qu'elle a fait installer un jardin Zen devant sa maison, et qu'elle fait désormais partie d'une secte. Son mari reparaît. 

## Fiche technique
Sauf indication contraire, les informations mentionnées dans cette section peuvent être confirmées par les bases de données cinématographiques IMDb et Allociné,  présentes dans la section « Liens externes ».
- Titre original : 波紋 (Hamon?)
- Réalisation : Naoko Ogigami
- Scénario : Naoko Ogigami
- Musique :
- Décors :
- Costumes :
- Photographie : Hideo Yamamoto
- Son :
- Montage :
- Production : Kazumasa Yonemitsu
- Sociétés de production :
- Sociétés de distribution : Art House Films et Showgate
- Pays de production :  Japon
- Langue originale : japonais
- Format : couleur
- Genre : Drame
- Durée : 120 minutes
- Dates de sortie :
  - Japon : 26 mai 2023
  - France : 
    - 21 novembre 2024 (Paris)
    - 29 janvier 2025

## Distribution
- Mariko Tsutsui : Yoriko Sudo
- Ken Mitsuishi : Osamu Sudo
- Hayato Isomura : Takuya Sudo, le fils
- Noriko Eguchi : Hitomi Ogasawara, l'amie de Takuya
- Hana Kino : Mizuki
- Akira Emoto : Taro Kadokura
- Tamae Andô : Misae Watanabe
- Kami Hiraiwa : Setsuko Ito
- Osamu Kaô
- Midoriko Kimura : Masako Hashimoto, collègue de Yoriko
- Erina Masuda